# حكيم مالك
حكيم مالك (بالفرنسية: Hakim Malek)‏ (4 أبريل 1972 في فرنسا - ) هو مدرب كرة قدم ولاعب كرة قدم فرنسي في مركز الوسط. لعب مع نادي تولون ونادي مارتيغ.

## وصلات خارجية
- حكيم مالك على موقع قاعدة بيانات كرة القدم.إي يو (الإنجليزية)